# دوري كرة القدم الغربي 1924–25
دوري كرة القدم الغربي 1924–25 (بالإنجليزية: 1924–25 Western Football League)‏ هو موسم من دوري كرة القدم الغربي ‏. فاز فيه يوفل تاون.